# Józef Świejkowski
Józef Świeykowski herbu Trzaska – stolnik owrucki w latach 1774-1788, podczaszy owrucki w latach 1766-1774, podstoli owrucki w latach 1761-1766.
Poseł na sejm 1782 roku z województwa kijowskiego.